# 御前山村
御前山村（ごぜんやまむら）は、かつて茨城県の県央地域、東茨城郡にあった村である。

## 地理
- 山：井殿山、片倉山
- 河川：那珂川、緒川、相川、桧山川、大沢川、八反田川
- 湖沼：御前山ダム（廃止後の2008年完成）

### 隣接していた自治体
- 茨城県
  - 東茨城郡桂村
  - 西茨城郡七会村
  - 那珂郡大宮町
  - 那珂郡緒川村
- 栃木県
  - 芳賀郡茂木町

## 歴史

### 沿革
- 1955年（昭和30年）2月11日 - 東茨城郡伊勢畑村と那珂郡野口村が合併し、東茨城郡御前山村が発足。
- 1956年（昭和31年）9月29日 - 那珂郡長倉村と合併し、改めて東茨城郡御前山村が発足。
- 1963年（昭和38年）4月1日 - 国道123号が制定。
- 1991年（平成3年）2月1日 - 栃木県芳賀郡茂木町と境界変更。
- 2004年（平成16年）10月16日 - 那珂郡山方町、美和村、緒川村とともに、那珂郡大宮町（即日改称・市制、常陸大宮市）へ編入され廃止[1]。

### 行政区域変遷
- 変遷の年表

| 御前山村村域の変遷（年表） | 御前山村村域の変遷（年表） | 御前山村村域の変遷（年表） |
| 年                         | 月日                       | 旧御前山村村域に関連する行政区域変遷 |
| -------------------------- | -------------------------- | --- |
| 1889年（明治22年）         | 4月1日                     | 町村制施行に伴い、以下の村がそれぞれ発足。 - 東茨城郡 - 伊勢畑村 ← 上伊勢畑村・下伊勢畑村・檜山村 - 那珂郡 - 野口村 ← 野口村・野口平村・門井村 - 長倉村 ← 長倉村・野田村・金井村・秋田村・中居村 |
| 1955年（昭和30年）         | 2月11日                    | 伊勢畑村と野口村が合併し御前山村が発足。 |
| 1956年（昭和31年）         | 9月29日                    | 御前山村と長倉村が合併し御前山村が発足。 |
| 2004年（平成16年）         | 10月16日                   | 御前山村は山方町・美和村・緒川村とともに大宮町に編入され消滅。 - 即日、大宮町は改称・市制施行し常陸大宮市になる。                                                                                |

- 変遷表

| 御前山村村域の変遷表 | 御前山村村域の変遷表 | 御前山村村域の変遷表 | 御前山村村域の変遷表 | 御前山村村域の変遷表 | 御前山村村域の変遷表     | 御前山村村域の変遷表      | 御前山村村域の変遷表          | 御前山村村域の変遷表 |
| 1868年 以前          | 1868年 以前          | 1868年 以前          | 明治22年 4月1日      | 明治22年 - 昭和19年  | 昭和20年 - 昭和64年      | 昭和20年 - 昭和64年       | 平成元年 - 現在               | 現在                 |
| -------------------- | -------------------- | -------------------- | -------------------- | -------------------- | ------------------------ | ------------------------- | ----------------------------- | -------------------- |
| 茨城郡 （東茨城郡）  |                      | 上伊勢畑村           | 伊勢畑村             | 伊勢畑村             | 昭和30年2月11日 御前山村 | 昭和31年10月29日 御前山村 | 平成16年10月16日 大宮町に編入 | 常陸大宮市           |
| 茨城郡 （東茨城郡）  | 下伊勢畑村           |                      | 伊勢畑村             | 伊勢畑村             | 昭和30年2月11日 御前山村 | 昭和31年10月29日 御前山村 | 平成16年10月16日 大宮町に編入 | 常陸大宮市           |
| 茨城郡 （東茨城郡）  | 檜山村               |                      | 伊勢畑村             | 伊勢畑村             | 昭和30年2月11日 御前山村 | 昭和31年10月29日 御前山村 | 平成16年10月16日 大宮町に編入 | 常陸大宮市           |
| 那珂郡               |                      | 野口村               | 野口村               | 野口村               | 昭和30年2月11日 御前山村 | 昭和31年10月29日 御前山村 | 平成16年10月16日 大宮町に編入 | 常陸大宮市           |
| 那珂郡               | 野口平村             |                      | 野口村               | 野口村               | 昭和30年2月11日 御前山村 | 昭和31年10月29日 御前山村 | 平成16年10月16日 大宮町に編入 | 常陸大宮市           |
| 那珂郡               | 門井村               |                      | 野口村               | 野口村               | 昭和30年2月11日 御前山村 | 昭和31年10月29日 御前山村 | 平成16年10月16日 大宮町に編入 | 常陸大宮市           |
| 那珂郡               |                      | 長倉村               | 長倉村               | 長倉村               | 長倉村                   | 昭和31年10月29日 御前山村 | 平成16年10月16日 大宮町に編入 | 常陸大宮市           |
| 那珂郡               | 野田村               |                      | 長倉村               | 長倉村               | 長倉村                   | 昭和31年10月29日 御前山村 | 平成16年10月16日 大宮町に編入 | 常陸大宮市           |
| 那珂郡               | 金井村               |                      | 長倉村               | 長倉村               | 長倉村                   | 昭和31年10月29日 御前山村 | 平成16年10月16日 大宮町に編入 | 常陸大宮市           |
| 那珂郡               | 秋田村               |                      | 長倉村               | 長倉村               | 長倉村                   | 昭和31年10月29日 御前山村 | 平成16年10月16日 大宮町に編入 | 常陸大宮市           |
| 那珂郡               | 中居村               |                      | 長倉村               | 長倉村               | 長倉村                   | 昭和31年10月29日 御前山村 | 平成16年10月16日 大宮町に編入 | 常陸大宮市           |

## 地域

### 教育
- 中学校
  - 御前山村立御前山中学校
- 小学校
  - 御前山村立伊勢畑小学校
  - 御前山村立野口小学校
  - 御前山村立長倉小学校
  - 現在は常陸大宮市立御前山小学校に統合された
- 幼稚園
  - 御前山村立御前山幼稚園（H27.4.1から休園）

## 交通

### 鉄道
村内を鉄道路線は走っていない。最寄り駅は、JR東日本水郡線玉川村駅。

### 道路
- 一般国道
  - 国道123号
- 主要地方道
  - 茨城県道12号烏山御前山線
  - 茨城県道21号常陸大宮御前山線
  - 茨城県道39号笠間緒川線
- 一般県道
  - 茨城県道161号門井山方線
  - 茨城県道164号長倉小舟線
  - 茨城県道212号赤沢茂木線
  - 茨城県道287号山内上小瀬線
  - 茨城県道291号下伊勢畑増井線

## 名所・旧跡
- 那珂川大橋周辺
- 三王山自然公園（常陸大宮市千田）